# How to Destroy Angels (álbum)
How to Destroy Angels es el EP debut del grupo posindustrial How to Destroy Angels. El EP con seis canciones fue lanzado vía descarga digital gratis en la página web de la banda el 1 de junio del 2010 y un CD fue lanzado el 6 de junio de 2010.
Como muchos de los lanzamientos oficiales de Trent Reznor, cada uno es designado con un nombre y número único. Este lanzamiento fue "SIGIL 02"

## Material Gráfico
El diseño de arte fue creado por Mark Weaver, bajo dirección de arte de Rob Sheridan. Sheridan dijo que la elección de Weaver era hacer el lanzamiento lo más distinto visualmente de Nine Inch Nails
La versión física y la versión digital del EP vienen con diferente material gráfico, una razón que no ha sido explicada por la banda.

## Lista de canciones
| N.º | Título                 | Duración |  |
| 1.  | «The Space in Between» | 3:35     |  |
| 2.  | «Parasite»             | 5:05     |  |
| 3.  | «Fur Lined»            | 4:00     |  |
| 4.  | «BBB»                  | 3:31     |  |
| 5.  | «The Believers»        | 5:36     |  |
| 6.  | «A Drowning»           | 7:04     |  |

## Créditos
Escrito, Arreglado, Producido, Interpretado y Diseño de Arte por How to Destroy Angels
- How to Destroy Angels
  - Mariqueen Maandig
  - Trent Reznor
  - Atticus Ross
  - Rob Sheridan
- Mezclado por Alan Moulder
- Ingeniería: Blumpy
- Masterizado: Tom Baker